# 津山まなびの鉄道館
津山まなびの鉄道館（つやままなびのてつどうかん、英語：Tsuyama Railroad Educational Museum）は、岡山県津山市にある鉄道に関する事物を展示する博物館（鉄道保存展示施設）である。
西日本旅客鉄道（JR西日本）および公益社団法人津山市観光協会が旧津山扇形機関車庫をリニューアルして、2016年（平成28年）4月2日に岡山県津山市の津山駅構内に開館した。

## 概要

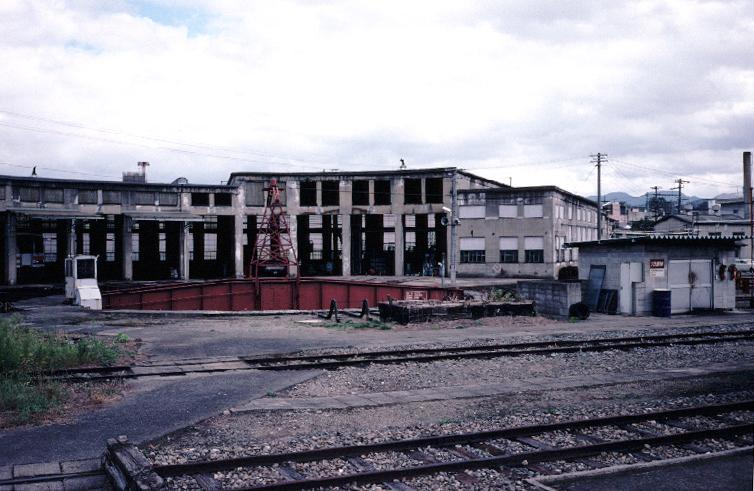
津山扇形機関車庫（1998年9月20日）

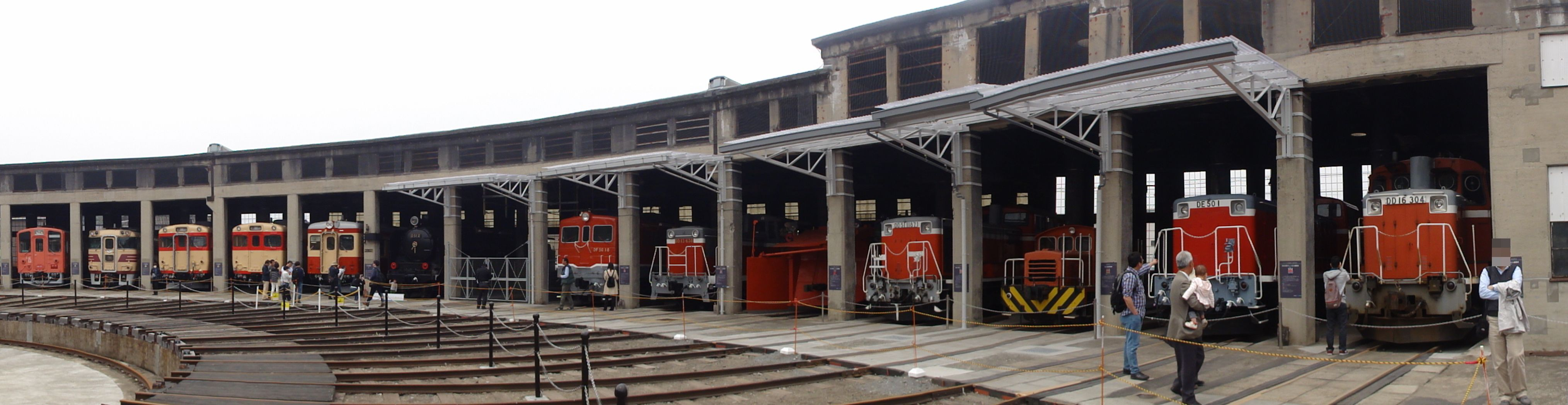
所蔵車両（2016年4月10日）

津山機関区の施設として1936年に建設された扇形機関車庫が、津山駅に隣接した旧機関区用地で現在も使用されており、現役を引退した静態保存車両を展示する鉄道保存展示施設としても活用されている。
扇形庫は、奥行が22.1 mで17線あり、現存する施設としては京都市にある梅小路運転区（京都鉄道博物館）の扇形庫に次いで日本で2番目の規模である。また、経済産業省の近代化産業遺産（対象は機関車庫と転車台）、社団法人土木学会が選定した「日本の近代土木遺産 −現存する重要な土木構造物2800選」及び、岡山県教育委員会が選定した「岡山の近代化遺産」に指定されている。
- 津山鉄道部時代の2007年から、同扇形庫と隣接する旧津山機関区事務所を利用した「懐かしの鉄道展示室」が一般公開（不定期、予約制）されていた[5]。2014年は4月12日（土）から11月16日（日）までの第2･第4（土曜日・日曜日）を中心に計38日間実施された[6]。また、2014年からの展示では、転車台に車両を載せた状態で、実際に回転させている。なお、車両は月ごとに異なる車両となる。

- 2015年2月26日 - JR西日本岡山支社は施設のリニューアルを発表し、2014年に閉館した交通科学博物館に保存されていたD51形蒸気機関車、DD13形ディーゼル機関車、DF50形ディーゼル機関車を移設・展示することが明らかになった[7]。リニューアルに応じて2015年は改修工事のため一般公開をとりやめ、2016年4月2日より再開することもあわせて発表された[7]。

- 2015年8月6日 - DD16 304が輸送された[8]。

- 2015年10月29日 - リニューアルオープン後の施設名が「津山まなびの鉄道館」となることが発表された[9]。

- 2016年2月22日 - 2016年4月2日にオープンすることがJR西日本から発表された[1]。定休日（毎週月曜と年末年始）を除いて通年開館で、有料となる[1]。また施設の運営は津山市観光協会が主体となる[1]。

- 2016年4月2日 - 「津山まなびの鉄道館」としてリニューアルオープンした[3]。

館内は扇形機関車庫、転車台、まなびルーム、あゆみルーム、しくみルーム、まちなみルーム、いこいの広場で構成されている。
国鉄C57形蒸気機関車68号動輪の展示や旅立ちの汽笛（D51形蒸気機関車755号機の汽笛）もある。
- 2017年6月25日 - 来館者10万人を達成した。

## 保存車両
扇形庫で保存されている車両は以下の通り。
| 形式                   | 車両番号 | 製造年 | 最終配置箇所                    | 収蔵年月  | 備考 |
| ---------------------- | -------- | ------ | ------------------------------- | --------- | --- |
| DD16形ディーゼル機関車 | 304号機  | 1983年 | 金沢総合車両所                  | 2015年8月 | 大糸線で運用された除雪車。本来300番台はラッセルヘッドを機関車本体の前後に連結するスタイルだが、扇形庫の長さの関係で本体とラッセルヘッド1両のみが保存された。                                               |
| DE50形ディーゼル機関車 | 1号機    | 1970年 | 岡山機関区                      | 2007年4月 | 1両だけ製造された試作車であり、量産は行われなかった。 |
| 10t貨車移動機          |          | 1974年 | 後藤総合車両所                  | 2011年3月 | 米子駅で運用されていた。 |
| DD51形ディーゼル機関車 | 1187号機 | 1977年 | 後藤総合車両所                  | 2007年8月 | 1986年12月28日に発生したお座敷客車「みやび」の転落事故（余部鉄橋列車転落事故）の牽引機だった。2003年には山陰本線・山口線で、現在も後藤総合車両所に所属する1186号機と共に、お召し列車を牽引した経歴を持つ。 |
| DD15形ディーゼル機関車 | 30号機   | 1964年 | 富山地域鉄道部 富山運転センター | 2011年3月 | 北陸本線で除雪車として運用されていた。 |
| DD13形ディーゼル機関車 | 638号機  | 1967年 | 姫路機関区                      | 2015年3月 | 以前は交通科学博物館に展示されていた。 |
| DF50形ディーゼル機関車 | 18号機   | 1958年 | 高松運転所                      | 2015年3月 | 以前は交通科学博物館に展示されていた。 |
| D51形蒸気機関車        | 2号機    | 1936年 | 稲沢第一機関区                  | 2015年3月 | 以前は交通科学博物館に展示されていた。 |
| キハ52形気動車         | 115号    | 1965年 | 富山地域鉄道部 富山運転センター | 2010年3月 | かつては越美北線や大糸線で運用された。 |
| キハ58形気動車         | 563号    | 1964年 | 岡山気動車区                    | 2010年3月 | 急行「みよし」として広島運転所に配置されていたが、同列車の廃止後は旧国鉄急行色に塗り替えたうえで津山鉄道部に転属し、「みまさかスローライフ列車」などのイベント列車や団体列車として運用された。             |
| キハ28形気動車         | 2329号   | 1964年 | 岡山気動車区                    | 2010年3月 | 急行「みよし」として広島運転所に配置されていたが、同列車の廃止後は旧国鉄急行色に塗り替えたうえで津山鉄道部に転属し、「みまさかスローライフ列車」などのイベント列車や団体列車として運用された。             |
| キハ181形気動車        | 12号     | 1969年 | 京都総合運転所                  | 2011年3月 | 山陰地区で運用された後、京都総合運転所に転属して特急「はまかぜ」などに運用された。 |
| キハ33形気動車         | 1001号   | 1988年 | 鳥取鉄道部 西鳥取車両支部       | 2010年3月 | かつては山陰本線の鳥取地区や境線で運用された車両。キハ52形と同様に2010年3月13日のダイヤ改正をもって引退した。                                                                                              |

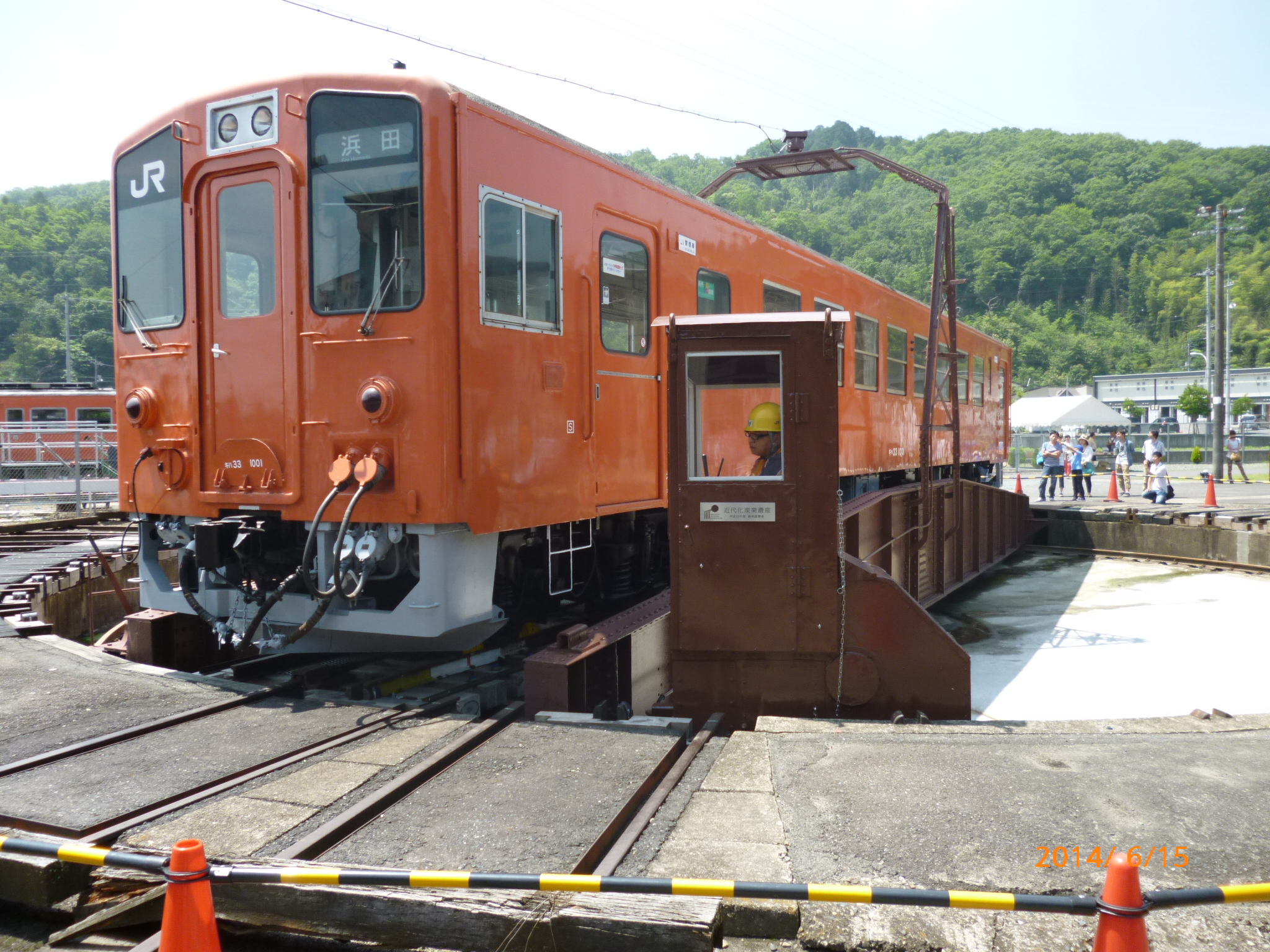
キハ33形の転車（2014年）
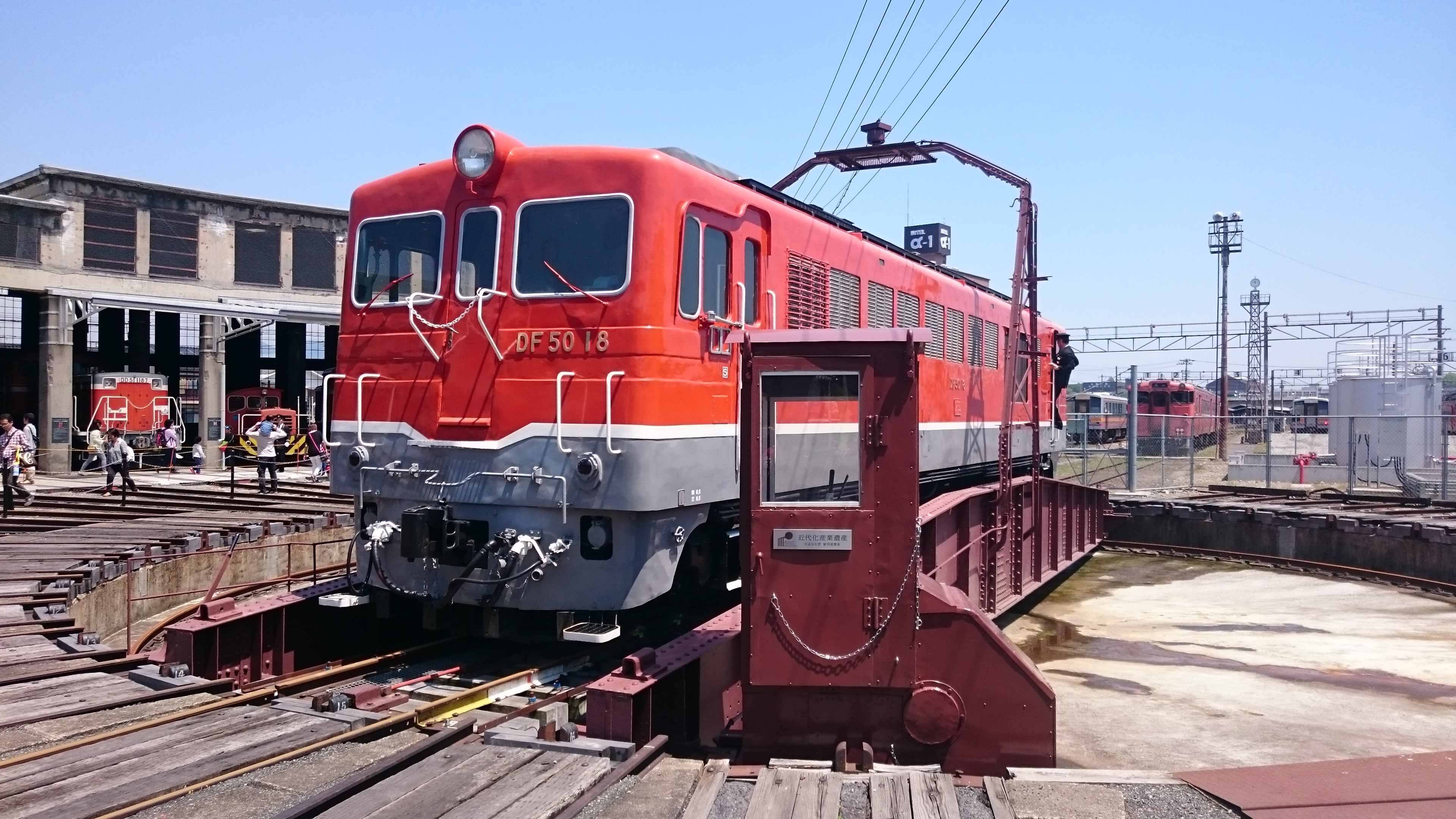
DF50の転車（2016年）
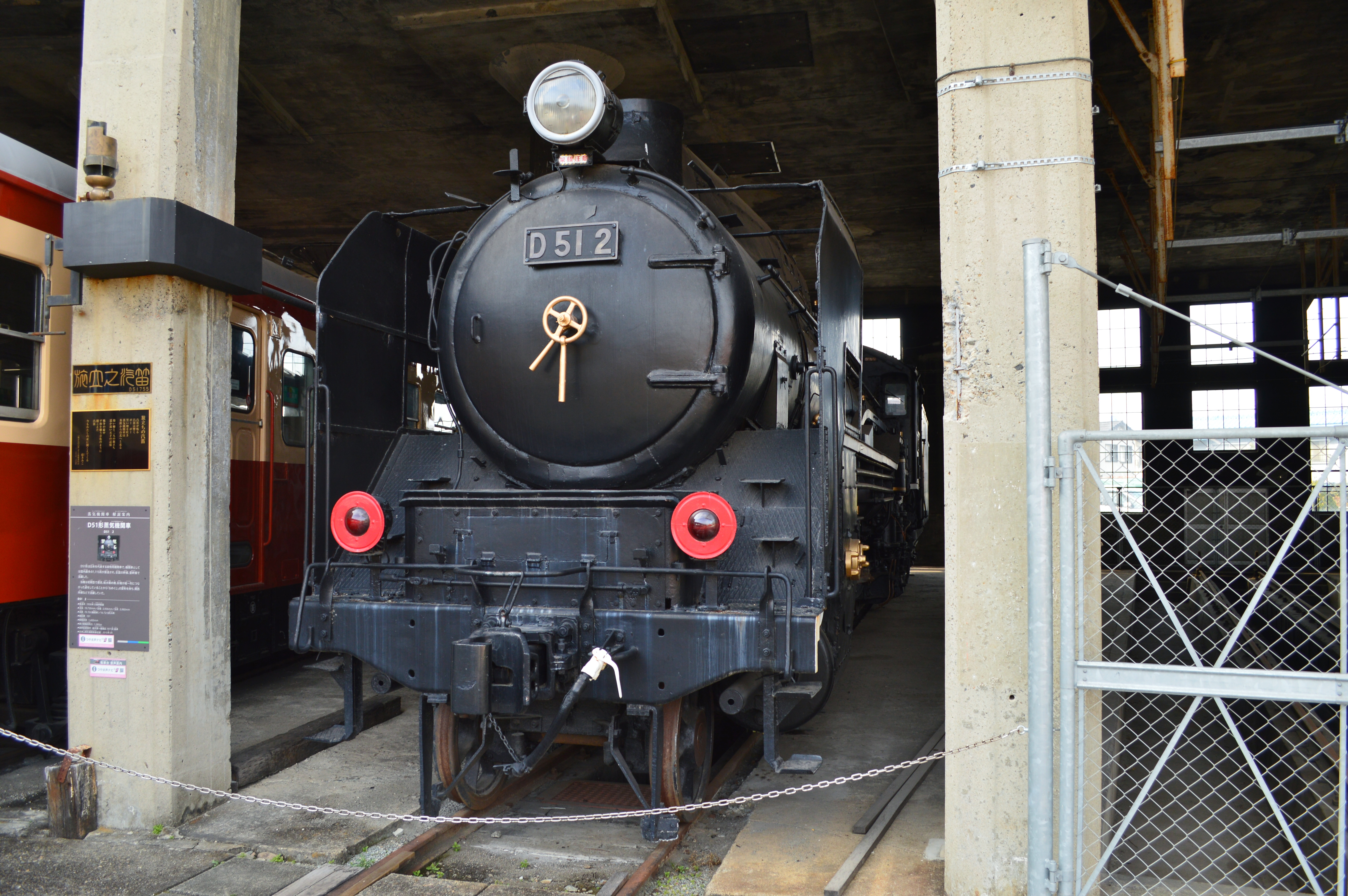
D51 2号機

## 関連施設
- 津山駅 - 駅前にC11形蒸気機関車が静態保存されている。
- 津山運転区
- 津山鉄道部
- 交通科学博物館 - 現在は閉館。展示車両の一部が当館へ移転した。
- 京都鉄道博物館
- 柵原ふれあい鉱山公園 - 毎月第1日曜日に保存車両の展示運転が行われる日のうち、夏季・秋季には当館とを結ぶ無料連絡バス（整理券定員制）「レトロリレーバス」が運行される場合がある[13]。